# Lijst van afleveringen van Under the Dome (seizoen 2)
Dit is een lijst met afleveringen van het tweede seizoen van de Amerikaanse televisieserie Under the Dome. Het tweede seizoen van Under the Dome, de Amerikaanse sciencefiction/dramaserie gebaseerd op het gelijknamige boek van Stephen King, werd voor het eerst uitgezonden op de Amerikaanse zender CBS tussen 30 juni 2014 en 22 september 2014. De hoofdrollen worden vertolkt door o.a. Dean Norris, Mike Vogel, Colin Ford en Rachelle Lefevre.
Het tweede seizoen werd geproduceerd door Amblin Television, het productiehuis van Steven Spielberg, Baer Bones en CBS Television Studios.

## Rolverdeling

### Hoofdrollen
| Acteur             | Personage              |
| ------------------ | ---------------------- |
| Mike Vogel         | Dale "Barbie" Barbara  |
| Rachelle Lefevre   | Julia Shumway          |
| Alexander Koch     | Junior Rennie          |
| Colin Ford         | Joe McAllister         |
| Mackenzie Lintz    | Norrie Calvert-Hill    |
| Dean Norris        | James "Big Jim" Rennie |
| Nicholas Strong    | Phil Bushey            |
| Britt Robertson    | Angie McAlister        |
| Natalie Martinez   | Linda Esquivel         |
| Eddie Cahill       | Sam Verdreaux          |
| Karla Crome        | Rebecca Pine           |
| Grace Victoria Cox | Melanie Cross          |
| Aisha Hinds        | Carolyn Hill           |

### Terugkerende rollen
| Acteur             | Personage       |
| ------------------ | --------------- |
| Dale Raoul         | Andrea Grinnell |
| Jolene Purdy       | Dodee Weaver    |
| Sherry Stringfield | Pauline Rennie  |
| John Elvis         | Ben Drake       |
| Dwight Yoakam      | Lyle Chumley    |
| Max Ehrich         | Hunter May      |
| R. Keith Harris    | Peter Shumway   |
| Brett Cullen       | Don Barbara     |

## Afleveringen
| Nr. | Aflevering | Titel           | Regisseur        | Schrijver                                  | Selectie gastrollen | Originele uitzenddatum |  |
| --- | ---------- | --------------- | ---------------- | ------------------------------------------ | --- | ---------------------- |  |
| 14 | 1          | Heads Will Roll | Jack Bender      | Stephen King                               | Stephen King - patroon | 30 juni 2014           |  |
| Barbie is veroordeeld voor valselijke beschuldigingen, die in werkelijkheid gepleegd zijn door Big Jim, door ophanging in een galg en zijn lot ligt nu in de handen van Junior en Big Jim. Dan laat de koepel een mysterieus geluid horen wat Junior niet in staat stelt om de hendel van de galg over te halen, en laat sheriff Linda de executie stoppen. Tevens laat dit geluid ook ervoor zorgen dat alle toeschouwers van de executie bewusteloos raken. Sheriff Linda, Barbie en Big Jim gaan dan naar de wand van de koepel die nu gemagnetiseerd is en alle metalen aantrekt. Dit gebeurt ook met Barbie die handboeien aanheeft. Nadat Barbie bevrijd is wordt sheriff Linda verpletterd tegen de wand door een auto, dit overleeft zij niet en sterft ter plekke. Julia redt een mysterieus meisje van de verdrinkingsdood, hierna ontmoet zij Sam Verdreaux die haar helpt. Julia laat het meisje in de handen van Sam achter en zoekt Barbie op. Later wordt bekend dat Sam de oom van Junior is en zwager van Big Jim. Vastbesloten om het dorp te helpen met de koepel zoekt Barbie Rebecca Pine op, zij is lerares wetenschap op de middelbare school met haar eigen theorieën over de koepel. Terwijl Barbie en Rebecca alles proberen om de magnetische trillingen te laten stoppen uit de koepel denkt de rest dat zij nu gestraft worden omdat zij Big Jim niet vermoorde toen de koepel daarom vroeg. De magnetische kracht van de koepel dwingt Big Jim naar de schuilkelder, waar hij gekweld wordt door de geest van Dodee. Door een grote magnetisch puls zorgt de koepel ervoor dat nu iedereen bewusteloos raakt, met uitzondering van Barbie, Julia en Big Jim. Big Jim gelooft nu dat de koepel hem opdraagt om zelfmoord te plegen, als hij zijn hoofd in de galg steekt kan hij zelf niet bij de hendel. Dan vraagt hij Barbie en Julia om dit voor hem te doen, Julia gaat akkoord maar weigert uiteindelijk toch. Als Big Jim het uiteindelijk toch zelf lukt wordt hij net op tijd gered door Julia die het touw doorsnijdt, dit omdat zij nu gelooft dat de koepel hen wil vertellen om te stoppen met elkaar te doden. Nadat Julia Big Jim heeft gered worden de dorpsbewoners allemaal wakker en de magnetische pulsen stopt. Big Jim probeert het vertrouwen terug te krijgen van de dorpsbewoners door Phil aan te stellen als de nieuwe sheriff, en nodigt Joe, Angie, Norrie en Carolyn uit om in zijn huis te komen wonen. Later die nacht ziet Angie het mysterieuze meisje dat door Julia gered werd naar school lopen, Angie besluit haar te volgen, en zij ziet haar daar in een kluisje kijken. Het meisje ziet Angie en rent weg. Als Angie dan in het kluisje kijkt, wordt zij van achter neergestoken door een onbekend iemand. |            |                 |                  |                                            | |                        |  |
| 15 | 2          | Infestation     | Ernest Dickerson | Kelly Souders & Brian Peterson             | Matt McHugh - boer Killian | 7 juli 2014            |  |
| Denkend dat Big Jim gespaard werd door de koepel besluit hij om zichzelf te veranderen, hij wil nu hulp vol zijn voor het dorp. De dorpsbewoners respecteren hem nu meer omdat zij hem een held vinden die zichzelf wilde opofferen. Rebecca neemt actie als blijkt dat er een infestatie plaatsvindt op de bewassing, dit door de velden met gewassen in brand te steken. Hierna accepteert zij de hulp van Big Jim en Barbie om een vliegtuig te gebruiken en de gewassen te besproeien met landbouwgif. Barbie vliegt met het vliegtuig over de velden als hij dan ineens merkt dat de brandstoftank bijna leeg is, maar wordt dan gered door Big Jim die hem vertelt dat er een geheime tank met brandstof in het vliegtuig zit. Nu kan Barbie veilig landen, en Big Jim wordt hierdoor hoger op zijn voetstuk geplaatst als held. De moord op Angie schokt de gemeenschap en willen nu alles op alles zetten om de moordenaar te vinden, het mysterieus meisje wordt als belangrijkste verdachte gezien omdat haar voetafdruk in het bloed van Angie staat. Maar nadat er blauwe plekken worden ontdekt op de armen van Angie, dit kan alleen door een lang en hevig gevecht, wordt nu aangenomen dat de moordenaar een man moet zijn. Dit zorgt ervoor dat Big Jim en Junior elkaar beschuldigen van de moord op Angie. Door aanwijzingen van Joe verdenkt Junior toch weer het mysterieus meisje en gaat naar het politiebureau om haar te vermoorden uit wraak voor Angie, daar wordt hij tegengehouden door Julia en Sam. Als hij later samen met Sam is, vertelt hij zijn oom dat hij de vorige nacht zo dronken was en dat hij een armband van Angie onder zijn bed vond, nu begint hij te twijfelen over zijn rol in de dood van Angie. |            |                 |                  |                                            | |                        |  |
| 16 | 3          | Force Majeure   | Peter Leto       | Adam Stein                                 | | 14 juli 2014           |  |
| Rebecca denkt dat er in de toekomst niet genoeg voedsel is om iedereen in leven te houden, zij wil met Big Jim de afspraak maken om een lijst te maken van mensen die mogen blijven leven en die moeten sterven. Ondertussen valt er zure regen die bloedrood gekleurd is en zeer giftig is, dit dwingt de mensen binnen te blijven. In school ontdekken Joe, Norrie en het mysterieus meisje dat zij ineens een internetverbinding hebben, dit blijkt maar zeer kort te duren. Junior krijgt bericht van zijn moeder die nog leeft en vertelt hem dat hij alleen de lokale kapper Lyle kan vertrouwen. Rebecca en Big Jim zijn onderweg naar het meer als zij onderweg aangevallen worden door Lyle die Big Jim achterlaat in de zure regen en Rebecca meeneemt. Rebecca wordt nu door Lyle gemarteld omdat zij toe moet geven dat zij geen oplossingen meer moet zoeken maar hun lot moet accepteren. Barbie, Sam en Julia kunnen Big Jim net op tijd redden, Barbie, Julia en Junior gaan nu op zoek naar Rebecca. Zij vinden Lyle en Rebecca, zij overmeesteren Lyle en brengen hem naar een cel in het politiebureau. Ondertussen vindt Julia een foto van Sam, Lyle en Pauline, de moeder van Junior, die gemaakt is in de zomer van 1988. Joe, Norrie en het mysterieuze meisje openen het kluisje op school dat Angie sloot voordat zij stierf. Als zij in het kluisje kijken, zien zij niets bijzonders. Zij besluiten om te kijken van wie het kluisje is, zij komen een foto van een meisje tegen uit de tachtiger jaren met de naam Melanie en wat sprekend lijkt op het mysterieus meisje. Sam zoekt Lyle op in de cel en maant hem zijn mond dicht te houden over alles. Junior was hier getuige van en dwingt antwoorden van Lyle, die vertelt hem dat hij in de toekomst alle antwoorden krijgt. Rebecca en Big Jim discussiëren verder over de lijst met mensen die mogen blijven leven, als Julia en Barbie hier lucht van krijgen schiet dit bij Julia in het verkeerde keelgat en wordt hier boos over. Zij wordt helemaal woedend als blijkt dat Barbie dit wel een goed idee vindt. |            |                 |                  |                                            | |                        |  |
| 17 | 4          | Revelation      | Holly Dale       | Alexandra McNally                          | Megan Ketch - Harriet Arnold Hannah Black - jonge Pauline Austin James Parker - jonge Sam Reide Hale - jonge Lyle                | 21 juli 2014           |  |
| Big Jim en Rebecca willen hun plan voortzetten om de populatie van bewoners te verminderen. Rebecca onderzoekt ondertussen de dierenpopulatie bij de lokale boeren en ontdekt dan een big die gestorven is aan de griep, zij neemt bloed af van de big om het virus op haar laboratorium te onderzoeken. Zij wil dit virus nu gebruiken om het virus het vuile werk te laten doen in de vermindering van de mensenpopulatie, zij geeft Big Jim het virus om het water in het restaurant hiermee te besmetten. Julia en Sam onderzoeken ook de lokale boerderijen en vinden veel meer gestorven varkens dan die ene die Rebecca heeft gevonden. Julia concludeert dan wat Rebecca van plan is en dat het water in het restaurant besmet is met het virus. Zij snellen zich naar het restaurant waar zij Big Jim net op tijd tegen kunnen houden, dan ontdekken zij dat Big Jim het virus niet heeft. Rebecca vertrouwde Big Jim niet en brengt zelf het virus naar de kerk waar veel mensen bij elkaar zijn. Voordat zij het virus in het water wil doen ontdekt zij de grote sterfte onder de varkens, zij denkt nu dat het virus te sterk is voor de mensen en besluit dit niet door te zetten. Big Jim en Rebecca worden voor hun plan opgesloten in de gevangenis. Junior bevrijdt Lyle uit de gevangenis, hij laat Junior ansichtkaarten zien van Pauline die hij van haar heeft gekregen nadat hij haar heeft geholpen met haar zogenaamde dood. De ansichtkaarten laten tekeningen zien van gebeurtenissen die gebeurd zijn nadat de koepel verscheen, na de zure regen stopte de komst van ansichtkaarten. Junior en Lyle gaan naar het huis van Sam om te gaan zoeken naar het dagboek van Pauline, daar slaat Lyle Junior neer en neemt op zijn vlucht het dagboek mee. Barbie komt Joe, Norrie en Melanie tegen en krijgt te horen over de tijdelijke internetverbinding, hij gaat met hen mee terug naar de school. Zij vertellen hem ook over het kluisje en haar foto in een oud jaarboek. Daarna zoeken zij oude kranten door om zo meer te weten te komen over Melanie, zij gaan ook naar haar ouderlijk huis en een plek in het bos om zo meet te weten te komen. Op de plek in het bos komen er herinneringen terug bij Melanie, in 1988 vonden zij, Pauline, Lyle en Sam een meteoriet met een ei op deze plek waar Melanie werd geduwd en dit leidde tot haar dood. Dan gaat de groep naar het huis van Sam voor meer antwoorden, daar vinden zij junior die hen verteld dat Lyle hem neergeslagen heeft. Barbie zoekt dan Julia op in haar huis om te praten, maar zij is nog steeds boos op hem en stuurt hem weg. Sam is ook bij Julia die haar wil kussen, zij is hier niet van gediend en duwt hem weg. Tijdens de duwpartij komt de schouder van Sam bloot te liggen waarop een flinke kras zit, misschien van Angie toen zij vermoord werd. |            |                 |                  |                                            | |                        |  |
| 18 | 5          | Reconciliation  | Ed Ornelas       | Cathryn Humphris                           | Michael Tourek - Wendell Dwayne Boyd - Greg Hannah Black - jonge Pauline Austin James Parker - jonge Sam Reide Hale - jonge Lyle | 28 juli 2014           |  |
| Barbie legt aan Julia alles uit over het ei en het verleden van Melanie. Dan brengen zij Big Jim en Rebecca naar het dorpsplein voor het vonnis dat zij kunnen krijgen voor het uitbrengen van een dodelijk virus. Terwijl Julia de aanklacht voorleest aan de dorpsbewoners trekt een toeschouwer een pistool, mogelijk om een aanslag te plegen op Big Jim. Barbie kan hem net op tijd ontwapenen, toch wordt hij nog doodgeschoten door sheriff Phil. Big Jim en Rebecca worden teruggebracht naar hun cel, sheriff Phil komt later naar Big Jim en wil hem vrijlaten. Big Jim wil echter in zijn cel blijven omdat hij bang is dat er dorpsbewoners zijn die wraak op hem willen nemen. Julia wil een ruilprogramma opzetten onder de dorpsbewoners voor voedsel, als het magazijn vol zit met voedsel wordt dit vernietigd door een bomexplosie. Sam helpt Junior met het vinden van de vermiste pagina's van het dagboek, ondertussen vertelt Junior aan Sam over de minikoepel en de vier handen. Sam gelooft dat als de bezitters van de vier handen overlijden de grote koepel weggaat. Sam wil dan Junior verstikken in zijn slaap, maar stopt wanneer hij wakker wordt en hem verteld dat hij het enige familielid is die nog leeft. Carolyn, de moeder van Norrie, vindt een achterkamer bij het afgebrande magazijn die vol met eten zit. Daar ziet zij sheriff Phil die het eten verstopt heeft en toen de explosie heeft veroorzaakt, sheriff Phil is niet blij dat zij dit gevonden heeft en wil haar doodschieten. Barbie komt net op tijd ook binnen en ziet wat er gaande is, hij schiet sheriff Phil in de schouder en redt zo het leven van Carolyn. Nu het voedsel weer beschikbaar is wil Julia het voedselruilprogramma weer voortzetten. Andrea, weduwe van een prepper, laat weten aan Julia dat zij ook nog wat voedsel achter de hand heeft, als Julia dit te zien krijgt ziet zij een enorme voorraad voedsel en is blij dat Andrea dit aan het dorp wil schenken. Hierna maakt Julia bekend aan de dorpsbewoners dat zij het verleden moeten vergeten en laat hierna Big Jim en Rebecca vrij uit hun cel. Op het einde van de aflevering vinden Junior, Rebecca en Sam achter de deur van het schoolkluisje dat vroeger aan Melanie toebehoorde een groot donker gat met een mysterieuze tunnel. |            |                 |                  |                                            | |                        |  |
| 19 | 6          | In the Dark     | Jack Bender      | Caitlin Parrish                            | | 4 augustus 2014        |  |
| Barbie en Sam gaan op onderzoek in de tunnel achter het kluisje van Melanie, een explosie van een boobytrap veroorzaakt een instorting en zij worden gescheiden van Junior die nog bij het begin stond. Barbie en Sam komen dan uit bij een afgrond van een grote open grot, als zij naar beneden kijken zien zij geen bodem. Bij de rand vinden zij spullen die behoren aan Lyle, maar van Lyle is nog steeds geen enkel spoor. Zij mijmeren dan over hun verleden als Barbie dan de krassen ziet op de schouder van Sam, dan realiseert hij dat Sam de moordenaar is van Angie en dat hij jacht maakt op de vier handen van de minikoepel. Sam probeert Barbie ervan te overtuigen dat de koepel verdwijnt als de vier handen dood zijn. Als hij merkt dat hij tegen dovemansoren praat, besluit hij ineens de afgrond in te springen. Julia en Rebecca kunnen met behulp van explosieven de instorting weer openmaken, en ze kunnen zo Barbie redden die nu ineens alleen daar staat. Ondertussen raast een stofstorm om het dorp die het openbare leven helemaal plat legt. Julia kiest ervoor om Barbie te helpen in plaats van haar focus richten op het tekort aan water, terwijl Big Jim het vertrouwen van de dorpsbewoners probeert terug te vinden. Eerst willen de dorpsbewoners hem nog geen vertrouwen geven, dan kan hij ze toch overtuigen om een grote windmolen te bouwen die de storm weg kan blazen. Joe, Norrie, Melanie en Junior verstoppen zich voor Lyle, denkend dat hij hen wil vermoorden. Zij kunnen het ei redden uit het meer en kunnen het weer activeren, het ei laat weer de roze sterren zien. Dan veranderen de sterren hun positie en laat dan een tekening zien, het is een obelisk. Dit komt Melanie zeer bekend voor, het is een bouwwerk uit haar geboorteplaats Zenith. |            |                 |                  |                                            | |                        |  |
| 20 | 7          | Going Home      | David Barrett    | Peter Calloway                             | Christopher Matthew Cook - Rick Fernando Martinez - Miguel Brian Distance - bewaker                                              | 11 augustus 2014       |  |
| Barbie en Julia ontmoeten Junior en vertellen hem over de sprong en vermoedelijke dood van zijn oom Sam, en dat hij waarschijnlijk de moordenaar is van Angie. Junior kan dit echter niet geloven en stormt weg, Barbie besluit dan dat hij het lichaam van Sam moet vinden om zo zijn onschuld te bewijzen. Barbie is dan terug bij de afgrond in de tunnel, hij laat zich afzakken aan een touw terwijl Julia de wacht houdt bij de afgrond. Als Barbie zich laat zakken komt het touw ineens los van de muur en om hun levens niet in gevaar te brengen snijdt hij het touw door en valt in de diepte. Julia is ontroostbaar en laat Rebecca beloven dit aan niemand te vertellen. In Zenith komt Barbie weer bij bewustzijn in een speeltuin. Als hij ziet waar hij is, gaat hij naar een appartement waar hij gewoond heeft en zoekt daar naar geld. Dan wordt hij ineens overmeesterd door een aantal mannen. Hij laat hen in de val lopen: hij neemt hen onder valse voorwendselen mee naar het huis van zijn vader, waar zij worden overmeesterd door beveiligers. Ondertussen wordt Sam, die ook in Zenith is, herenigd met Pauline en vertelt over zijn ervaringen in Chester's Mill. Pauline vertelt aan Sam waarom zij haar dood in scène heeft gezet, en dat zij spijt heeft met het verlaten van haar zoon Junior. Dan ontmoeten zij Lyle in een psychiatrisch ziekenhuis waar hij constant de naam van Melanie uitspreekt, dit tot verrassing van Sam. Ondertussen ontdekt Barbie nog meer dingen over de koepel van zijn vader Don, die een hoge functie heeft bij een bedrijf dat voor de defensie werkt. Hij kan zijn vader overhalen om hem te helpen om terug te keren naar de koepel naar zijn grote liefde Julia. In Chester's Mill confronteert Big Jim Rebecca met wat zij aan het doen is met Julia en Barbie, als Big Jim dan hoort dat Barbie dood is leidt Big Jim een herdenkingsdienst voor Barbie. Julia zendt met hulp van Joe, Norrie en Melanie een drone de afgrond in om zo te ontdekken wat er met Barbie is gebeurd, dan verdwijnt de drone ineens. Joe filmde ondertussen wat de drone zag en kan nog net de laatste beelden terugkijken, zij denken een speeltuin en een obelisk te zien. Opgewonden na het zien van deze beelden achten zij de kans zeer groot dat Barbie nog leeft. |            |                 |                  |                                            | |                        |  |
| 21 | 8          | Awakening       | Jack Bender      | Andres Fischer-Centeno & Daniel Truly      | Estes Tarver - Tom Tilden Angelina Cortez - bewaakster Curt Willis - soldaat                                                     | 18 augustus 2014       |  |
| In Zenith: Barbie stuurt via zijn vader een bericht naar Julia, niet wetende dat zijn vader het bericht wat aangepast heeft. Pauline maakt zich ongerust over Lyle, maar zij gelooft dat hij antwoorden heeft die zij nodig heeft en vraagt Sam met enige dwang om hem te helpen. Sam staat niet meteen te springen om hem te helpen maar laat zich toch overhalen door Pauline. Barbie wordt door een man, later bekend als Hunter en lid van de pro-koepelclub Hounds of Diana, geconfronteerd met het handelen van zijn vader en hoort van hem dat zijn vader de tekst aangevuld en veranderd heeft. De man geeft Barbie het wachtwoord voor de computer van zijn vader, bij zijn vader breekt hij in de computer en doet een schokkende ontdekking. Hierna stuurt Barbie nog een bericht naar Julia dat hij veilig en gezond is, maar vraagt haar niet te springen in de afgrond, maar dat zij hem later zal ontmoeten. Hunter maakt voor Barbie een valse identiteitskaart als werknemer voor het bedrijf Aktion, waar zijn vader de directeur van is, en kan zo door de afzettingen naar de rand van de koepel. Ondertussen geven Sam en Pauline aan Lyle een medicijn, zodat hij een lucide droom krijgt. Zij komen nu dingen te weten over de ansichtkaarten en de rode deur. In Chester's Mill: Julia, Joe, Norrie en Melanie hebben een discussie over de echtheid van het bericht van Barbie, zij besluiten een antwoord terug te sturen met alleen wat hij kan begrijpen. Junior is geschokt als hij ontdekt dat zijn vader zichzelf tot sheriff heeft benoemd, maar wordt dan weggeroepen voor een brand. Julia heeft een bericht van Barbie gekregen met daarin het verzoek om op een bepaalde tijd bij de wand van de koepel te staan. Onderweg daarnaartoe komt zij Big Jim tegen die zij niets verteld over haar ontmoeting met Barbie. Hij geeft haar een portofoon voor haar veiligheid. Dan wordt Big Jim aangevallen en in de handboeien geslagen door Phil. Later wordt hij bevrijd door Junior en Rebecca die Phil opsluiten in een cel. Julia heeft dan bij de muur van de koepel een ontmoeting met Barbie en geeft haar een boodschap. Dan wordt ze overvallen door een gewapende escorte, terwijl Big Jim op een afstand meekijkt. |            |                 |                  |                                            | |                        |  |
| 22 | 9          | The Red Door    | Peter Weller     | Kelly Souders, Brian Peterson & Adam Stein | Brody Rose - kleine jongen Mike Whaley - Malik Austin M. Stack - jonge Junior Brennon Olsen - jonge Barbie                       | 25 augustus 2014       |  |
| Barbie is gearresteerd bij de wand van de koepel, en wordt meegenomen door een privé beveiligingsbedrijf voor ondervraging. Het wordt Barbie al snel duidelijk dat het beveiligingsbedrijf ingehuurd is door het bedrijf van zijn vader Don Barbara en werken samen om koste wat kost het ei te bemachtigen, ook als dit ten koste gaat van Barbie. Don dwingt zijn werknemer Hunter om een bericht te sturen naar Julia met daarin de mededeling dat zij Barbie kan redden door het ei te overhandigen. Als zij dit niet doet dan weet hij niet of zij Barbie nog ooit terug ziet. Tot de verrassing van Melanie, die weigert om deze eis in te willigen, wil Julia het ei inruilen voor Barbie. Barbie kan zich dan zelf dan bevrijden en vecht zichzelf een weg naar buiten. Hij haast zich naar het hoofdkantoor van Hounds of Diana waar hij Hunter weer ontmoet, tevens ziet hij daar ook Lyle, Sam en Pauline. Pauline onthult dat zij Hunter kent van school waar hij een van haar beste student was in kunst. Barbie is geschokt als hij Sam levend en wel weer terugziet en onthult aan iedereen dat Sam Angie heeft vermoord. Pauline is geschokt als zij dit hoort, maar snapt de beweegredenen van Sam nadat hij dit uitgelegd heeft en dat hij Junior niets aangedaan heeft. Pauline merkt dat zij geen schilderijen meer kan maken over de koepel en realiseert dan dat zij terug de koepel in moeten voor inspiratie. In Chester's Mill onthult Junior tegen zijn vader dat hij wist dat Barbie nog leefde, en dat de mensen die Barbie gevangen houden het ei opeisen. Big Jim haast zich dan naar de wand van de koepel waar hij via geschreven tekst communiceert met de bewakers aan de andere zijde. Hij spreekt met de hoofdbewaker af dat als hij het ei kan overhandigen halen zij hem en Junior uit de koepel. Maar dan merkt hij dat het ei weg is, Junior en Melanie hebben het ei weggehaald en in de schuilkelder van Big Jim verstopt, zij spreken samen af om deze verstopplek geheim te houden. Ondertussen in Zenith realiseert Barbie dat de rode deur die toegang geeft tot Chester's Mill dezelfde deur is als in de tuin van zijn ouderlijk huis. Met hulp van een collega van Hunter lukt het hen om in de tuin te komen zonder gesnapt te worden. Als zij bij de deur aankomen gaan zij daardoorheen wat hen leidt naar een ruimte, dan ontdekken zij een tunnel waarvan Barbie nooit het bestaan van wist. Eenmaal in de tunnel aangekomen krijgen zij allemaal persoonlijke flashbacks en raken zij allemaal bedwelmd, dit is precies wat voorspeld was door Pauline. Sam krijgt een flashback van de tijd na de 'dood' van Pauline en dat hij tegen een teleurgestelde Junior vertelde dat hij bij zijn vader moest blijven in plaats van naar hem. Barbie krijgt een flashback naar zijn tienertijd en dat de ruimte achter de rode deur gebouwd werd in de tuin, en terwijl hij daar aan het kijken is wordt hij aangesproken door niemand anders dan Melanie die daar met haar moeder op bezoek is. Pauline krijgt een flashback naar de tijd waar zij en haar vrienden de eerste keer de minikoepel ontdekte. Melanie is er ook bij en zegt Dit is waar het begon, en waar het eindigt. Als dan iedereen weer bijkomt na hun flashbacks ontdekken zij dat in het meer in Chester's Mill zijn beland, dan ontdekken zij dat Lyle vermist wordt. Zij zwemmen naar de oever en gaan dan ieder hun eigen weg, zij hebben allemaal persoonlijke zaken die ze afgehandeld willen hebben. Pauline gaat naar het huis van Big Jim waar zij op oude foto's kijkt, wanneer zij zich omdraait ziet zij haar man staan die versteld is haar te zien. |            |                 |                  |                                            | |                        |  |
| 23 | 10         | The Fall        | Eriq La Salle    | Alexandra McNally & Mark Linehan Bruner    | Estes Tarver - Tom Tilden | 1 september 2014       |  |
| Barbie en Julia bereiden de bewoners van Chester's Mill voor op een potentiële evacuatie naar Zenith, Julia gelooft dat zij als eerste moet gaan om te kijken of het daar veilig is voor de evacuatie. Barbie is het hier niet mee eens, hij denkt dat het in Zenith niet veilig is voor haar. Als Big Jim bij de bijeenkomst komt onderbreekt hij de discussie en eist dat hij erbij betrokken wordt en offert zichzelf op om als eerste de afgrond in te springen met het ei. De mensen weten echter niet dat Big Jim een afspraak heeft gemaakt met de bewaker aan de andere zijde. Barbie vertelt later over zijn flashback, het blijkt dat hij Melanie kent uit zijn jeugd. Hij gelooft dat Melanie zijn zus is omdat zij een dochter is van een vrouw waar zijn vader een affaire mee had. Melanie vertelt hem dan dat zij hem na zijn verhaal weer herkend. Junior valt Sam dan ineens aan voor zijn moord op Angie, dan krijgt hij een verschijning te zien van Angie die hem vraagt Sam te sparen. Melanie wil met hulp van Junior het ei beter verstoppen voor Big Jim, dan geeft het ei weer een indringende toon ten hoor. Pauline krijgt dan hierdoor een onhoudbare hoofdpijn, en schildert weer een visioen. Big Jim maakt zich zorgen voor zijn vrouw en sluit haar op in het huis. Later vindt hij het ei samen met Joe en Norrie in de schuilkelder. Nadat hij hen heeft verteld welk effect het ei op zijn vrouw heeft, richt hij een pistool op hen en dwingt hen met het ei naar de afgrond. Daar aangekomen gooit hij het ei de afgrond in. Nadat dit gebeurd is, krijgt Chester's Mill meteen te maken met aardbevingen en Melanie valt bewusteloos ineen. Barbie merkt Phil op die richting de afgrond loopt, als hij later ook bij de afgrond is merkt hij op dat de afgrond verdwenen is en nu een vloer met rotspunten is. Dan ziet hij ineens Phil op een rotspunt liggen die hem doorboord heeft, hij beseft nu dat de doorgang naar Zenith verdwenen is. Big Jim komt thuis en komt erachter dat de hoofdpijn bij Pauline verdwenen is. Maar zij is teleurgesteld in hem als zij hoort wat hij gedaan heeft, dit omdat haar visioenen nu ook verdwenen zijn. |            |                 |                  |                                            | |                        |  |
| 24 | 11         | Black Ice       | Jack Bender      | Adam Stein & Peter Calloway                | Estes Tarver - Tom Tilden Mike Whaley - Malick                                                                                   | 8 september 2014       |  |
| De koepel is aan het draaien met als gevolg dat de temperatuur in de koepel flink daalt, dit zorgt ervoor dat het in Chester's Mill in een diepvries verandert. De gezondheid van Melanie gaat snel achteruit nadat de mensen in Zenith het ei hebben ontdekt. De dorpsbewoners zoeken hun heil in de school om samen warm te blijven, daar zijn Rebecca en Sam druk bezig met het verzorgen van de zieke mensen. Barbie en Julia rijden in een ambulance om voedsel te verzamelen voor de mensen in de school, dan raakt de ambulance in een slip en slaat op zijn kop. Nadat het gebeurd is ontdekken zij dat Julia gewond is, een metalen staaf steekt in haar been. Zij beseffen dat zij daar niet kunnen blijven bij deze temperatuur en Barbie kan haar net op tijd weer bij de school brengen. Big Jim is naar de haven om naar brandstof te zoeken, daar aangekomen ziet hij ineens Lyle in het meer. Hij gooit hem een reddingsboei en Lyle kan nu op de oever komen, dan vertelt Lyle aan Big Jim dat zijn flashback ging over een wereld wat in de toekomst opgaat in vlammen. Als Pauline hoort dat Big Jim Lyle heeft gered veranderd haar opinie over hem weer een stuk positiever. De volgende morgen draait de koepel weer terug en de temperatuur wordt weer aangenaam in het dorp. Joe en Norrie krijgen steeds meer wantrouwen voor Hunter, die ook meegereisd is naar Chester's Mill, en volgen hem naar de rand van de koepel war zij hem zien communiceren met een hoofdbewaker buiten de koepel. Als zij Hunter later hiermee confronteren legt hij hen uit dat hij de hoofdbewaker valse informatie heeft gegeven zodat de man in zwart Chester's Mill alleen verlaat. Dan krijgt Chester's Mill weer een teleurstelling te verwerken, de koepel blijkt ineens te krimpen. |            |                 |                  |                                            | |                        |  |
| 25 | 12         | Turn            | Peter Leto       | William Kendall & Daniel Truly             | Mike Whaley - Malick | 15 september 2014      |  |
| De koepel krimpt nog steeds langzaam wat trillingen en andere problemen veroorzaakt. Junior en Lyle herlezen het dagboek van Pauline, kijkend naar punten wat hen nu kan helpen. Lyle ziet een tekening en interpreteert dit dat hij samen met Pauline naar de hemel gaan. De gezondheid van Melanie gaat steeds harder achteruit, Rebecca besluit om haar een bloedtransfusie te geven. Barbie neemt Hunter mee naar de rand van de koepel en eist aan de bewakers zijn vader erbij te roepen. Als zijn vader arriveert overtuigt Barbie hem dat Melanie nog net leeft en dat zij bij hen is, de enige manier om haar te helpen is dat hij zorgt dat het ei terugkeert in Chester's Mill. Barbie vertelt over de rode deur in de tuin die toegang geeft tot Chester's Mill, als zijn vader hen verlaat om het ei te halen stopt de koepel met krimpen. Big Jim moedigt Pauline aan om iets te schilderen, ondanks het feit dat haar visioenen zijn gestopt. Wanneer Don Barbara het ei aanraakt en oppakt gebeurt er tot zijn opluchting niets met hem. Als hij met het ei naar de rode deur gaat wordt hij tegengehouden door de mannen in het zwart, zij vertellen hem dat zij orders hebben om het ei tegen te houden. Dit zorgt ervoor dat de koepel weer begint te krimpen, en de gezondheid van Melanie begint weer slechter worden. Op een van de schilderijen van Pauline staan acht handen die Melanie ondersteunen, en nog één die bloedt afgebeeld. Melanie wordt nu naar het middelpunt van de koepel gebracht, waar eerst de minikoepel gevonden werd. Nadat Angie werd vermoord hebben zij nu maar zeven handen, maar dan realiseren zij dat Melanie voor twee handen telt. Namelijk een uit het verleden en een van nu. Wanneer iedereen hun handen op de handen van Melanie legt opent de grond onder haar en wordt Melanie in een gat gezogen. Pauline praat met Junior en het lijkt of zij afscheid van hem neemt, later wordt zij door Big Jim omhelsd en dan wordt zij in de rug gestoken door Lyle. Terwijl Pauline stervende is, vertelt Lyle tegen Big Jim dat zij nu samen naar de hemel kunnen gaan en moedigt Big Jim aan om hem ook te vermoorden. Big Jim is zo woest op hem dat hij met alle plezier zijn verzoek inwilligt. |            |                 |                  |                                            | |                        |  |
| 26 | 13         | Go Now          | Jack Bender      | Caitlin Parrish & Cathryn Humphris         | Estes Tarver - Tom Tilden Bryant Prince - Aidan Tilden                                                                           | 22 september 2014      |  |
| Pauline is zwaar gewond maar leeft nog net, zij fluistert naar Julia dat zij heeft voorzien dat een ander persoon de uitweg laat zien. De koepel is nog steeds aan het krimpen, wat aardbevingen veroorzaakt en weerproblemen. Barbie en de anderen vragen zich af hoe zij de krater kunnen controleren of het veilig is om daar Chester's Mill te verlaten. Dan wordt Barbie weggeroepen om iemand te redden die gevangen zit door vallend puin. Joe, Norrie en Hunter gaan de krater in en ontdekken dan een obstakel, zij komen op een pad een scheur in de vloer tegen waar zij nog overheen kunnen springen. Zij gaan terug naar Barbie en vertellen hem wat zij tegengekomen zijn, Barbie besluit dat via de krater de enige uitweg is. Sam onderzoekt Pauline en zegt dat zij een operatie nodig heeft, anders zal zij sterven aan bloedverlies. fysiologische zoutoplossing geeft haar net genoeg tijd om haar mee te kunnen nemen naar de krater. Big Jim gaat op zoek naar fysiologische zoutoplossing, als hij weg is vraagt Pauline aan Junior om naar haar atelier te gaan om wat schilderspullen te halen zodat zij kan schilderen mocht zij een visioen krijgen. Dan is Pauline alleen met Rebecca, zij smeekt haar om haar een overdosis morfine te geven omdat zij de pijn niet meer kan verdragen en vredig wil sterven. Tevens denkt zij dat de koepel wil dat zij daar sterft. Als Junior bij het atelier aankomt, ziet hij een schilderij waarop Pauline bloedt uit haar mond en uit haar onderbuik. Hij realiseert zich nu dat dit haar manier was om zo afscheid van hem te nemen. Rebecca respecteert de keuze van Pauline en dient haar een extra dosis morfine toe, als Big Jim en Sam bij haar terug zijn merken zij dat de gezondheid van Pauline snel achteruit gaat. Als zij gestorven is ziet Big Jim ineens Rebecca met een lege spuit staan, zij probeert uit te leggen waarom zij dit gedaan heeft maar Big Jim is niet voor rede vatbaar. Big Jim wordt woest op Rebecca en valt haar aan, ondanks Sam hem adviseert om weg te lopen, en doodt haar. Big Jim neemt het lichaam van Pauline mee naar hun huis, daar maakt hij een afspraak met de koepel: de koepel zorgt ervoor dat Pauline in drie seconden weer leeft anders neemt hij wraak op de personen die belangrijk zijn voor de koepel. Na drie seconden is Pauline nog steeds overleden en steekt Big Jim hun huis in brand en vertrekt. De dorpsbewoners beginnen zich te verzamelen bij de krater, dan wordt Julia weggeroepen door de doodsbange Andrea Grinnel die haar hulp nodig heeft. Wanneer Julia daar arriveert, ziet zij dat Big Jim Andrea doodschiet en gaat hij achter haar aan. Julia kan hem dan neersteken en wegvluchten. Julia komt in de bossen Junior tegen en hij vertelt haar dat hij Big Jim wel tegen zal houden, als Junior hem tegenkomt schiet hij Big Jim in zijn schouder. Dan zijn alle dorpsbewoners in de krater afgezakt, als Barbie de scheur oversteekt wordt deze ineens groter en kan Julia niet meer oversteken. Barbie belooft haar dat hij terug zal keren en gaat verder, Junior komt ook bij Julia en zij willen een oplossing bedenken om de scheur over te kunnen steken. Barbie komt bij de andere dorpsbewoners aan en zien dan een grote platte muur. Norrie smeekt de koepel om een teken te geven om wat zij moeten doen, dan landt een monarchvlinder op een speciale plek op de muur. Barbie raakt deze plek aan met zijn hand en de muur begint te verkruimelen, aan de andere kant van de muur zien zij Melanie staan in een wit licht die aan iedereen zegt om haar te volgen naar huis.                                         |            |                 |                  |                                            | |                        |  |